# Spoorlijn Recklinghausen Süd - Recklinghausen Ost
De spoorlijn Recklinghausen Süd - Recklinghausen Ost is een Duitse spoorlijn en is als spoorlijn 2222 onder beheer van DB Netze.

## Geschiedenis
Het traject werd door de Preußische Staatseisenbahnen geopend op 2 oktober 1905.  

## Treindiensten
De lijn is alleen in dienst voor goederenvervoer.

## Aansluitingen
In de volgende plaatsen is of was er een aansluiting op de volgende spoorlijnen:
Recklinghausen Süd
DB 2200, spoorlijn tussen Wanne-Eickel en Hamburg
DB 2221, spoorlijn tussen Recklinghausen Süd en Herne
DB 2225, spoorlijn tussen Recklinghausen Süd en Zeche Ewald
lijn tussen Recklinghausen Süd en Zeche König Ludwig
Recklinghausen Ost
DB 2224, spoorlijn tussen Recklinghausen Ost en Recklinghausen Hbf
DB 2250, spoorlijn tussen Oberhausen-Osterfeld Süd en Hamm

## Elektrificatie
Het traject werd in 1967 geëlektrificeerd met een wisselspanning van 15.000 volt 16⅔ Hz.